# Plumularia defecta
Plumularia defecta is een hydroïdpoliep uit de familie Plumulariidae. De poliep komt uit het geslacht Plumularia. Plumularia defecta werd in 1938 voor het eerst wetenschappelijk beschreven door Fraser. 